# Malakula
Malakula, detta anche Malekula, è la seconda più grande isola della repubblica di Vanuatu situata nella regione pacifica della Melanesia. 
Secondo il censimento 2000 Malakula possiede una popolazione di oltre 30 000 abitanti. È separato dalle isole di Espiritu Santo e Malo dallo Stretto di Bougainville.
Lakatoro, capitale della Provincia di Malampa, è situata sulla sua sponda orientale ed è il più grande insediamento in tutta l'isola.
Ha un'altitudine massima di 879 metri s.l.m.